# Caddos
Els caddo són una tribu índia del grup lingüístic de les llengües caddo, el nom de la qual procedeix de kadohadacho "confederació de grans cabdills", però que preferien anomenar-se hasinaï, "de la nostra pròpia cultura". Sota aquesta denominació s'agruparien tres confederacions caddo, a part dels wichita, pawnee i arikara que s'han considerat tribus a part:
- Kadohadacho, que agrupa vuit tribus: Cahinnio o tula, kadohadacho, nanatsoho, alt nasoni, alt natchitoche, alt yatasi, Nacogdoches, Baix Nasoni i Anadarko.
- Natchitoches que comprèn les tribus ouachita, doustioni, yatasi i natchitoche.
- Hasinai.

## Localització

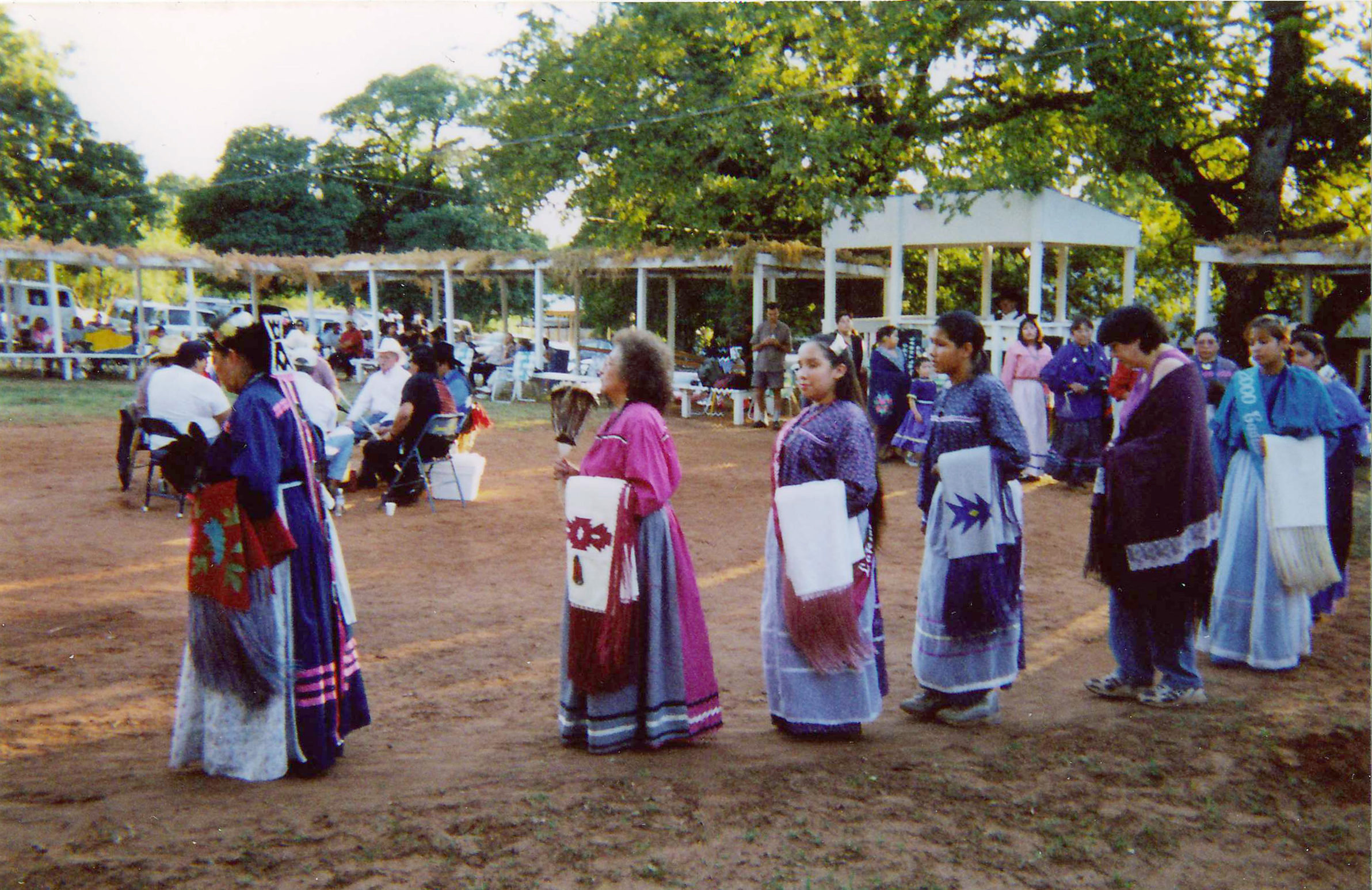
Dansa caddo

Kaw-u-tz, foto de 1906

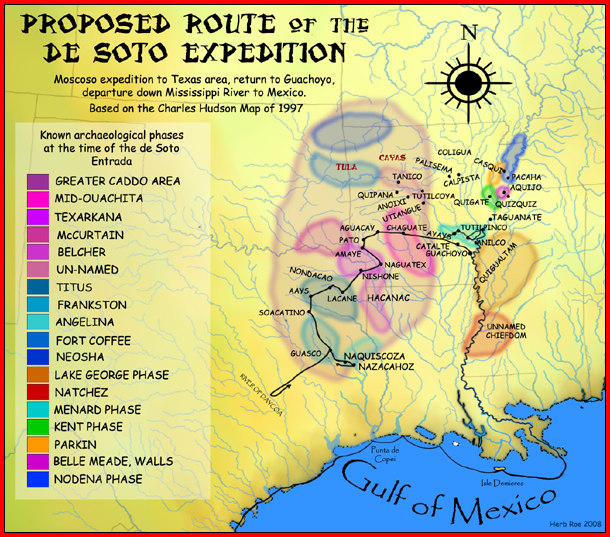
Mapa dels pobles caddo a l'arribada dels espanyols

Els kadohadacho vivien a Texas i Arkansas, els Natchitoches al nord-oest de Louisiana (vora l'actual Natchitoches) i els Hasinai a Texas, als marges del rius Red, Neches i Angelina (Texas). Actualment viuen als marges del riu Washita (Oklahoma) i formen la tribu reconeguda federalment Nació Caddo d'Oklahoma. Tenen una constitució tribal aprovada el 1938 i revisada el 1976. La capital caddo és a Binger (Oklahoma).

## Demografia
En el segle xvii eren uns 8.000, però el 1825 només restaven 61 natchitoches i el 1910 només en restaven 550 a Oklahoma. El 1960 eren uns 1.184 a Oklahoma.
Segons dades del Bureau of Indian Affairs del 1995, a la tribu caddo d'Oklahoma hi vivien 1.061 individus (3.307 al rol tribal). Segons dades del cens dels Estats Units del 2000, hi havia 2.675 caddo purs (301 adai), 326 barrejats amb altres tribus, 1.191 barrejats amb altres races i 170 amb altres races i tribus. En total, 4.362 individus (354 adais).

## Costums

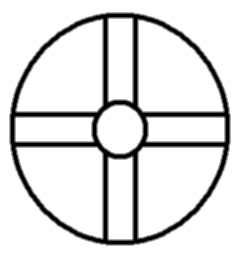
Creu solar dels Caddo

Quan foren descoberts pels blancs eren agricultors, vivien en cases de pals còniques amb sostre d'herba, agrupades al voltant de centres cerimonials i de monticles-temple. Eren bons teixidors, ceramistes, i cistellers; feien teixits de fibra vegetal, i en ocasions especials mantells guarnits amb plomes. També duien tatuatges i anells als nassos. Les dones practicaven l'agricultura i els homes caçaven. Es guiaven per la descendència matrilinial i per grups hereditaris, es deformaven el cap i tenien altres símbols de status, direcció política i activitats religioses. Tenien també una estratificació social força estable. El grup alt era hereditari, marcat per la deformació ritual del crani des de nadó, i posseïen la direcció política i l'activitat religiosa. També hi ha indicis de canibalisme i que feien sacrificis humans. La religió regulava la vida diària i també era usada per pronosticar els astres. Llur cultura es considera relacionada amb els nàhuatl de Mèxic i els maia del Yucatán.

## Història
El seu territori està poblat des de molt antic, i potser eren una de les tribus de la cultura dels Mound Builders del Mississipi. Potser el primer europeu que els visità fou l'espanyol Hernando de Soto el 1542. El 1687 foren descoberts pel francès René Robert Cavelier de La Salle, i els va descriure com una nació poderosa; jugaren un paper important en la colonització i el comerç francoespanyol a la zona. Els francesos els anomenaren Taovayas i comerciaren amb les viles de San Bernardo, San Teodoro i Natchitoches. El 1690 foren visitats novament per Henri de Tonti, el 1700 per Bienville i el 1702 els natchitoche van fer un tractat amb els francesos, per tal de solucionar-los una mala collita. El francès Saint-Denis fou el primer europeu a establir-se entre ells al poblat d'Acolapissa, vora el llac Pontchortrain. Ell mateix dugué els natchitoche a la seva antiga llar, vora el riu Red. Durant el segle xviii s'aliaren amb els francesos contar els espanyols, des del fort de St Jean Baptiste, que esdevindrà important centre comercial: el 1731 ajudaren als francesos contra els natchez, però foren reduïts per les nombroses malalties importades dels blancs i en acabar el segle molts esdevingueren rodamons en llur propi territori ja delmats per les epidèmies, sobretot després de la derrota francesa del 1763. Quan el 1803 la Louisiana passà als EUA augmentà la immigració blanca al seu territori, raó per la qual el 1835 signaren un tractat amb els EUA i cediren llurs terres de Louisiana i marxaren cap a Texas.
Tanmateix, el 1859 foren massacrats pels blancs i hagueren d'aixoplugar-se a Oklahoma, als marges del Washita, on hi van rebre una reserva mercè els oficis del subagent dels apatxe lipan i tonkawa des del 1846, Robert Neighbours (1815-1859), qui el 1853 era agent de la BIA a Texas i els ajudà a obtenir una reserva vora el Brazos. Així, el 1865 ajudaren com a mercenaris als EUA contra les tribus de la planura, tot i que el seu cap George Washington o Sho-ee-ta lluità amb els sudistes, però no els salvà de l'allotment del 1887. Entre el 1880 i el 1890 acceptaren el culte del peiote (Native American Church) gràcies al cap tribal Enoch Hoag (1856-?), qui el 1896 succeí al cap Whitebread i es mantingué fins al 1936, i el predicador John Wilson/Moonhead (1840-1901), qui va expandir la nova religió per Oklahoma.

## Galeria d'imatges

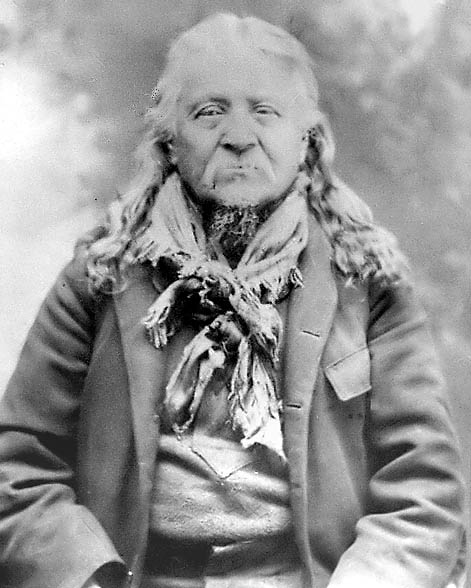
John Wilson (1840-1901), roadman peyote caddo
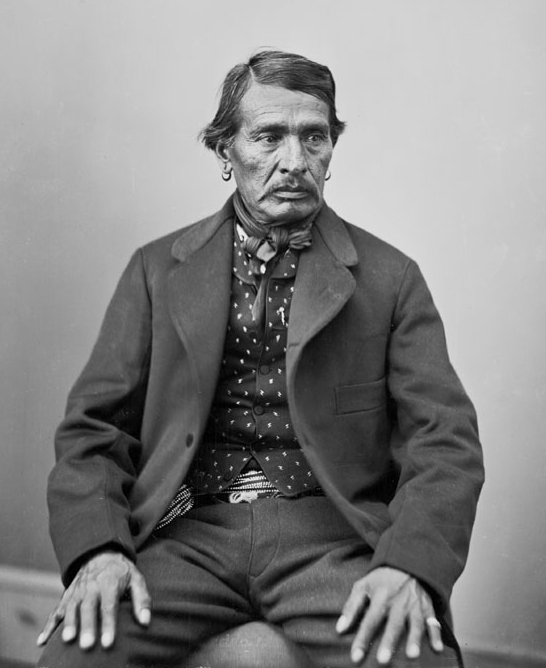
Sho-e-tat (Little Boy) o George Washington (1816-1883), líder caddo de Louisiana
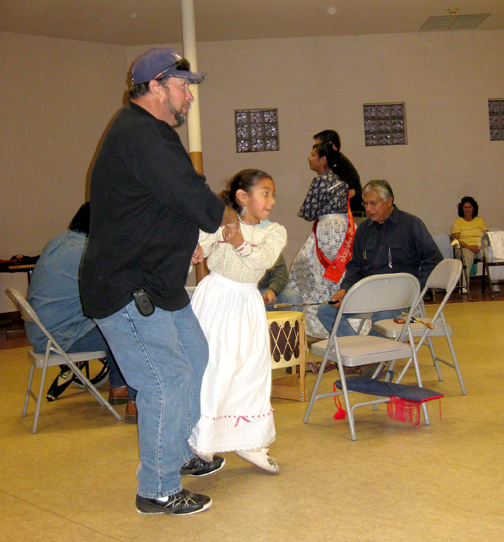
Dansa al Caddo Culture Club, Caddo National Complex, Binger, 2008
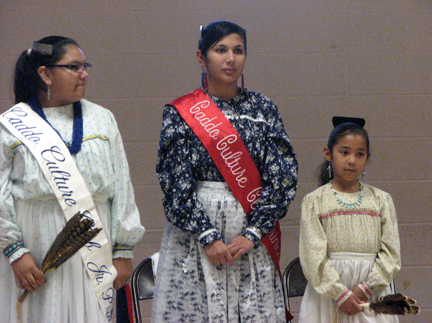
Dansaires caddo, membres del Caddo Cultural Club, Binger, Oklahoma, 2008